# Colt Delta Elite
Die Pistole Colt Delta Elite basiert auf der Colt M1911A1 mit einigen Unterschieden zur 80er-Reihe jenes Modells und umgebaut für das Kaliber 10 mm Auto. Sie ist im Design und in der Funktionsweise der M1911 ähnlich. Es gibt die Delta Elite in Edelstahl und in einer brünierten Version mit einem 8-Schuss-Magazin. Außerdem gibt es auch eine Delta Elite Gold Cup für Wettkämpfe.